# 賽氏長鼻鰨
賽氏長鼻鰨為輻鰭魚綱鰈形目鰨亞目鰨科的其中一種，為熱帶海水魚，分布於西太平洋暹羅灣海域，棲息深度4-9公尺，體長可達8.2公分，棲息在底層水域，生活習性不明。

## 扩展阅读
維基物種上的相關：賽氏長鼻鰨